# Perrigny-sur-Armançon
Perrigny-sur-Armançon é uma comuna francesa na região administrativa de Borgonha-Franco-Condado, no departamento de Yonne. Estende-se por uma área de 14,86 km². Em 2010 a comuna tinha 131 habitantes (densidade: 8,8 hab./km²).